# Haematopota nefandoides
Haematopota nefandoides är en tvåvingeart som beskrevs av H. Oldroyd 1952. Haematopota nefandoides ingår i släktet Haematopota och familjen bromsar.
Artens utbredningsområde är Burundi. Inga underarter finns listade i Catalogue of Life.